# Konvexe Abbildung
Eine konvexe Abbildung ist in der Mathematik eine Verallgemeinerung einer konvexen Funktion auf allgemeine geordnete Vektorräume. Sie enthält einige unterschiedliche Klassen von konvexen Funktionen als Spezialfälle.

## Definition
Gegeben seien zwei reelle Vektorräume {\displaystyle V_{1},V_{2}} sowie eine konvexe Menge {\displaystyle M\subset V_{1}} und ein Ordnungskegel {\displaystyle K} auf {\displaystyle V_{2}}. Dann heißt eine Abbildung {\displaystyle f\colon M\to V_{2}} konvex auf der Menge {\displaystyle M} genau dann, wenn
{\displaystyle \lambda f(x)+(1-\lambda )f(y)-f(\lambda x+(1-\lambda )y)\in K}
ist für alle {\displaystyle x,y\in M} und {\displaystyle \lambda \in [0,1]}.

## Beispiele
- Jede konvexe Funktion {\displaystyle f\colon V\supset M\to \mathbb {R} } ist eine konvexe Abbildung bezüglich des Ordnungskegels {\displaystyle K=[0,\infty )}.
- Jede konkave Funktion {\displaystyle f\colon V\supset M\to \mathbb {R} } ist eine konvexe Abbildung bezüglich des Ordnungskegels {\displaystyle K=(-\infty ,0]}.
- Jede K-konvexe Funktion {\displaystyle f\colon \mathbb {R} ^{m}\supset M\to \mathbb {R} ^{n}} ist eine konvexe Abbildung bezüglich des Ordnungskegels {\displaystyle K}, der in diesem Fall sogar ein echter Kegel ist.
- Jede matrix-konvexe Funktion {\displaystyle f\colon V\supset M\to S^{n}} ist eine konvexe Abbildung. {\displaystyle S^{n}} bezeichnet den Vektorraum der symmetrischen reellen Matrizen. Der Ordnungskegel ist der semidefinite Kegel, die korrespondierende Ordnung die Loewner-Halbordnung.
- Jede lineare Abbildung {\displaystyle l} ist eine konvexe Abbildung. Es ist immer

{\displaystyle \lambda l(x)+(1-\lambda )l(y)-l(\lambda x+(1-\lambda )y)=0}.
Da ein Ordnungskegel aber immer die Null enthält, ist jede lineare Abbildung konvex.

## Eigenschaften
- Subniveaumengen einer konvexen Abbildung, also Mengen der Form

{\displaystyle {\mathcal {L}}_{f}(c):=\{x\in M\mid c-f(x)\in K\}}
sind konvex. Dies folgt aus der Konvexität des Ordnungskegels.
- Ist der Ordnungskegel spitz, und sind sowohl die Abbildung {\displaystyle l} als auch die Abbildung {\displaystyle -l} konvex, dann ist {\displaystyle l} linear. Auf die zusätzliche Forderung an den Ordnungskegel kann nicht verzichtet werden, da erst diese die nötige Antisymmetrie der Ordnungsrelation garantiert.

## Verwendung
Abgesehen von den vielfältigen Anwendungen der oben aufgeführten Spezialfälle einer konvexen Abbildung werden konvexe Abbildungen zum Beispiel in der konvexen Optimierung in unendlichdimensionalen Räumen genutzt, um Restriktionsmengen zu modellieren. Aufgrund der Konvexität der Subniveaumengen sind diese Restriktionsmengen konvex und garantieren damit bei konvexen Zielfunktionalen, dass jedes lokale Optimum ein globales Optimum ist.

## Verallgemeinerung
Eine Verallgemeinerung einer konvexen Abbildung sind die fast-konvexen Funktionen. Bei ihnen wird lediglich gefordert, dass eine gewisse Menge oberhalb ihres Graphen konvex ist. Jede konvexe Abbildung ist fast-konvex.